# کارل گوت جنسکی
 کارل گوت جنسکی (انگلیسی: Karl Guthe Jansky؛ زاده ۲۲ اکتبر ۱۹۰۵ درگذشته ۱۴ فوریهٔ ۱۹۵۰) یک فیزیک‌دان و ستاره‌شناسی رادیویی اهل ایالات متحده آمریکا بود.